# Agrostis paramushirensis
Agrostis paramushirensis är en gräsart som beskrevs av N.S. Probatova. Agrostis paramushirensis ingår i släktet ven, och familjen gräs.
Artens utbredningsområde är Kurilerna. Inga underarter finns listade i Catalogue of Life.